# Farksodró
A farksodró vagy kinkaju (Potos flavus) az emlősök (Mammalia) osztályának ragadozók (Carnivora) rendjébe, ezen belül a mosómedvefélék (Procyonidae) családjába tartozó faj.
Nemének az egyetlen faja.

## Előfordulása
A farksodró a trópusi erdők lombkoronájában él Dél-Mexikótól délre, a brazíliai Mato Grossóig.

## Alfajai
A farksodrónak az alábbi alfajait tartják számon, azonban meglehet, hogy egyesek önálló fajokat képeznek:
- Potos flavus chapadensis J. A. Allen, 1904 - Közép-Brazília
- Potos flavus chiriquensis J. A. Allen, 1904 - Panama
- Potos flavus flavus (Schreber, 1774) - Suriname
- Potos flavus megalotus (Martin, 1836) - Kolumbia
- Potos flavus meridensis Thomas, 1902 - Venezuela
- Potos flavus modestus Thomas, 1902 - Ecuador
- Potos flavus nocturnus (Wied-Neuwied, 1826) - Kelet-Brazília
- Potos flavus prehensilis (Kerr, 1792) - Mexikó

## Megjelenése
Testhossza 40-60 centiméter, farokhossza akár 55 centiméter hosszú is lehet, testtömege 2-3 kilogramm. Aranybarna színű, rövid szőrű bundája sűrű és puha. Bőre néha lazán lóg a testén. A fiatal állatnak puha, sötéten melírozott bundája van. Lábain öt ujj van, amelyek hosszú karomban végződnek. Ujjai a táplálékgyűjtésben játszanak fontos szerepet. A farok nagyon hajlékony és gyakran ugyanolyan hosszú, mint az állat törzse. A farksodró az ág köré csavarja a farkát, így táplálkozás, illetve mászás közben biztonságosabb a tartása. Hátrafelé nyújtott farka az egyensúlyozást segíti. Nyelvével - amelynek hossza elérheti a 12 centimétert - lenyalja a virágok nektárját és kiszívja a puha erdei gyümölcsök édes levét. Ezenkívül bundája tisztogatására is használja. Ennek az állatnak 36 darab foga van; a fogképlete a következő: {\displaystyle {\tfrac {3.1.3.2}{3.1.3.2}}}.

## Életmódja
Az állat éjjel aktív. Magányosan, párban vagy laza közösségekben él. Tápláléka gyümölcsök és nektár, méz, tojások, fiókák és kisemlősök. A szabad természetben körülbelül 19 évig él.

## Szaporodása
A hím 1-1,5 évesen, a nőstény 2 éves kora után éri el az ivarérettséget. A párzási időszak egész évben tart. A vemhességi idő 112-118 napig tart, ennek végén általában egy utód jön a világra. Az elválasztásra 4 hónap után kerül sor.

## Képek

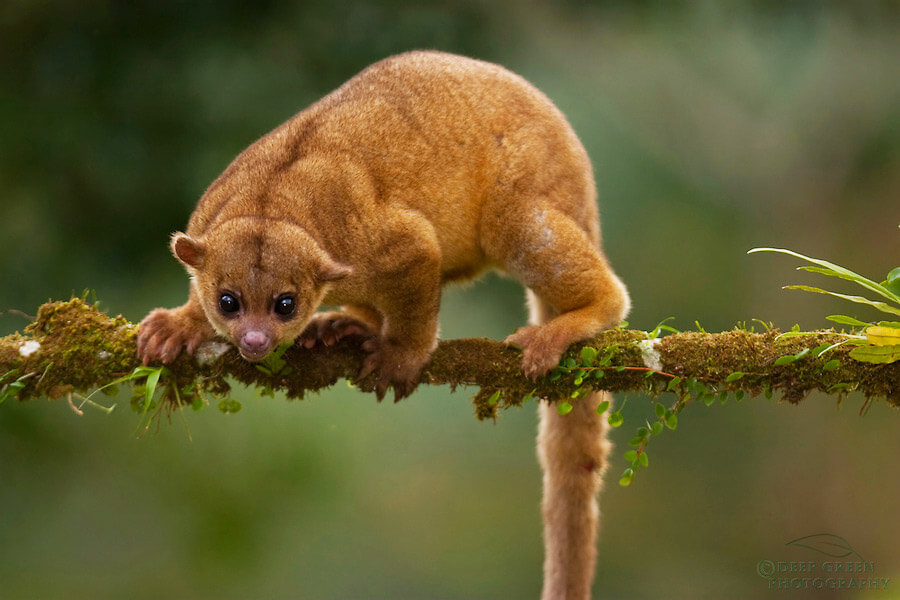
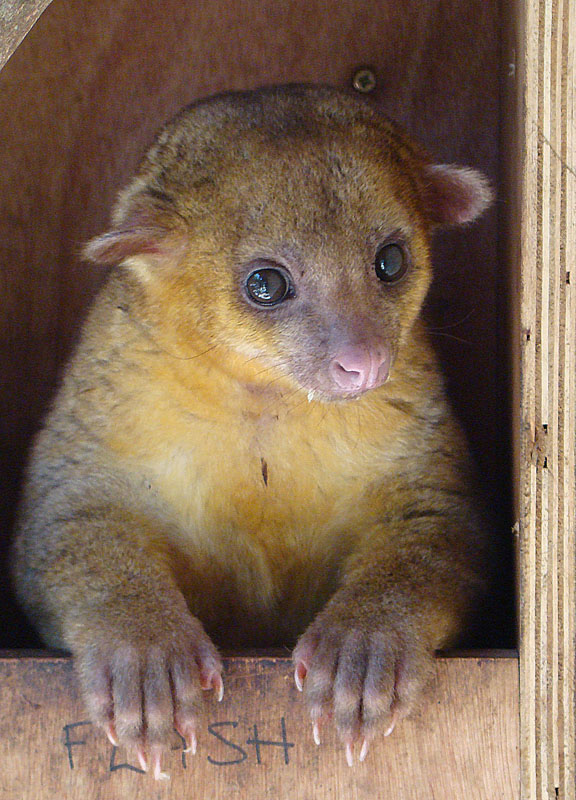
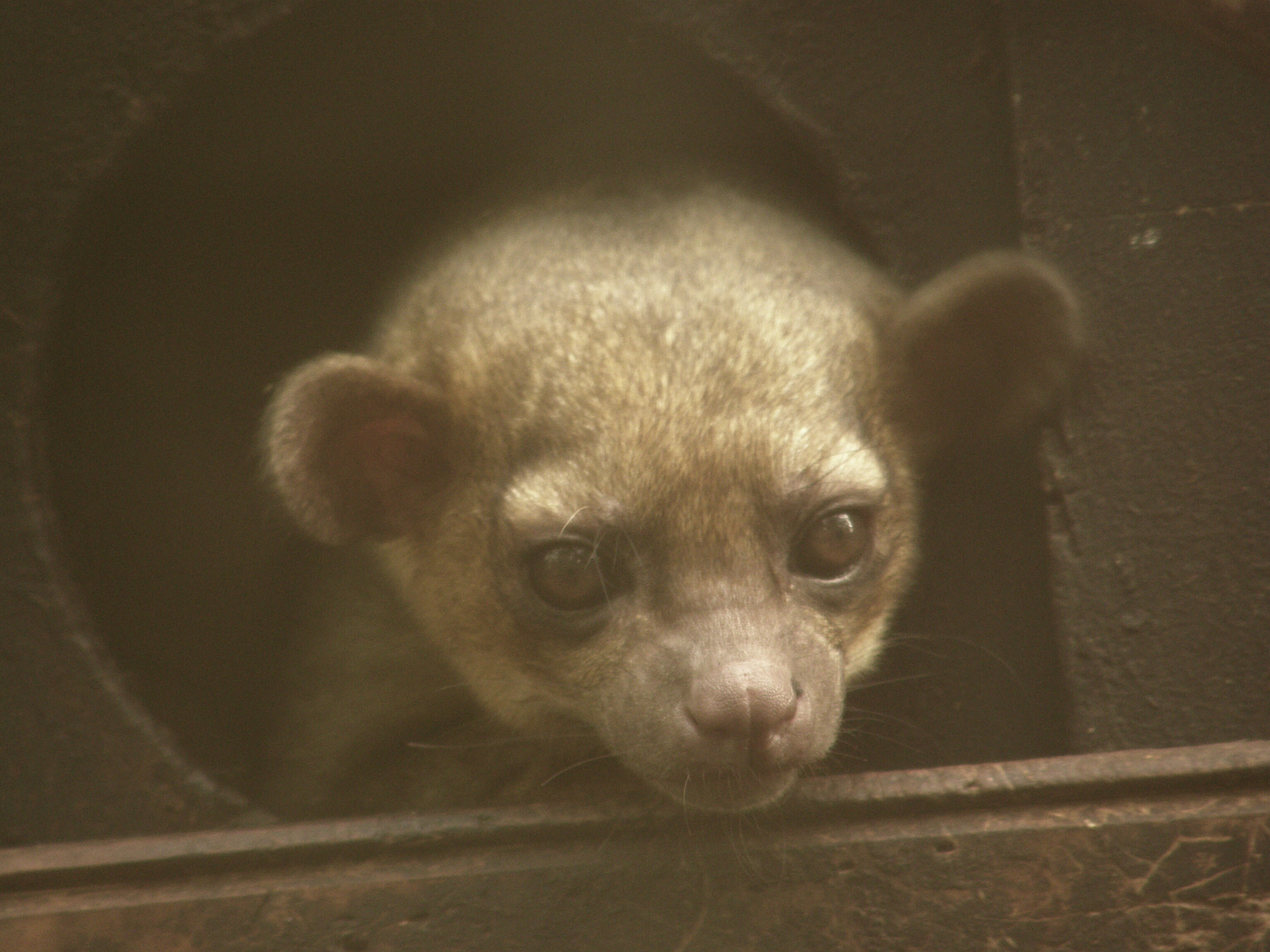
Portré
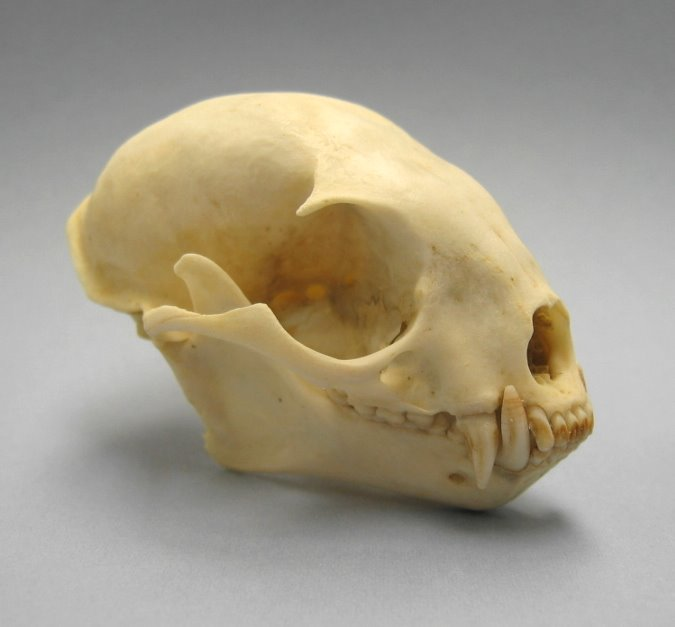
A koponyája